# Samson Raphael Hirsch
Samson Raphael Hirsch (Hamburgo, 20 de junio de 1808 - Fráncfort del Meno, 31 de diciembre de 1888) fue un rabino, traductor y líder religioso alemán. Realizó sus estudios en la Universidad de Bonn y se convirtió en un líder religioso judío de Moravia. Fue el fundador intelectual de la escuela Torah im Derech Eretz. Hirsch tuvo una considerable influencia en desarrollo del judaísmo ortodoxo contemporáneo.
Su corriente de pensamiento se conoce a veces como neo-ortodoxia. Estuvo diametralmente opuesto tanto al judaísmo reformista como al judaísmo conservador. Propugnó una prudente aceptación de la modernidad, a la vez que permanece firmemente unido a las tradiciones religiosas judías.